# 尤索夫·伊萨
尤索夫·伊萨 DK（1910年8月12日—1970年11月23日），新加坡州元首，第一位新加坡总统。

## 早年生活
1910年8月12日出生于英属马来亚霹雳州太平市，他是家里9个孩子中的长子，其父亲伊萨·阿末是一位公务员，1923年作为渔业部的助理稽查员来到新加坡；及后官至七州府渔业部副部长、成为了当地渔业部第一位非欧洲人主管；伊萨·阿末亦是友诺士所创立的马来人联盟创党党员。
尤索夫在维多利亚学校上的小学，之后入读新加坡的莱佛士书院。他是当时唯一有机会和其他13名同学一起竞争非常有名望的女皇奖学金的马来族学生。不过，最后因为几分之差，没有得到奖学金。尤索夫爱好运动，在学校就是名运动员。他曾代表莱佛士书院参加过很多体育活动，包括板球、曲棍球、游泳、水球、拳击，举重和篮球。1932年，尤索夫得过拳击冠军，赢得了胡文虎杯。1933年，他还获得了拳击轻量级组国家冠军。另外，尤索夫是杂志《莱佛士》的联合编辑；还是第一位成为国家童子军少尉的学生。

## 报人经历
尤索夫上学期间对法律很感兴趣，不过最终因家里经济状况窘迫，不能支付他去英国深造学习的费用而作罢。1929年，尤索夫毕业于莱佛士书院。毕业后，他与几个好友共同创立了一份体育报刊。1932年，尤索夫在校友阿萨古夫的邀请下，去了新加坡当地很有影响力的报社——《马来亚新闻》（Warta Malaya）工作。很快，尤索夫就升级成了助理经理，管理公司的财务。不过，尤索夫预想中的马来报纸，是属于、管理于、专用于马来族的。于是，尤索夫和在新加坡的20位马来族领导一起，在1938年创立了《马来前锋报》（Utusan Melayu）。该报纸专门讨论马来人问题、拥护社区现代化需要，关注教育问题。1939年，第一版报纸正式发布，这也是第一个由马来人拥有并出资的报社。
日军占领新加坡后，《马来前锋报》被迫停止运营。尤索夫搬返了太平市，开了杂货店，过了段平静的生活。1945年，随着英国重返马来半岛，尤索夫回到了新加坡，重办《马来前锋报》。新加坡的马来人在战后意识到他们该有自己的政治权利。而正是在尤索夫的《马来前锋报》的支持下，马来民族统一机构（巫统）得以在1946年成立。然而之后巫统的愿景，逐渐和尤索夫的理念渐行渐远。他们的关系逐渐变得紧张，巫统开始收购《马来前锋报》的股权，导致尤索夫对报社的话语权严重萎缩。1959年，尤索夫卖掉了他在报社的所有股权并辞去了工作。

## 国家元首
1959年，在立法议院议员李光耀的邀请下，尤索夫出任新加坡公共服务委员会的主席。当年5月，人民行动党赢得大选并组建政府，尤索夫被任命为新加坡自治邦元首，12月3日“国民效忠周”首日宣誓就任；他担任该职务至1965年。
1965年8月9日，新加坡脱离马来西亚，宣布独立。同年12月22日，新加坡成为共和国，尤索夫成为新加坡的第一位总统。新加坡刚刚从马来西亚独立出来的时候，人民对于新加坡毫无信心，这也是尤索夫面临的最大挑战。为此，他积极推广各项民族团结活动，并致力于消除各民族之间的隔阂，让人民重拾对新加坡的信心。
1968年，尤索夫的身体因健康问题每况愈下，当年他因为心脏问题和其他疾病住院治疗。1970年11月23日7时30分，因心脏病瘁发，尤索夫在中央医院病逝，享年60岁。其灵柩隔天停放总统府，供政府官员和各国外交使节瞻仰，并在中午移到政府大厦，让人民瞻仰。当天傍晚由炮架车运载，安葬于克兰芝阵亡战士国家陵墓，新加坡炮兵队当时鸣21响礼炮向他行最高敬礼。尤索夫死后，遗体被安葬在克兰芝阵亡战士公墓。

## 家庭
1948年，39岁的尤索夫通过包办婚姻结婚，妻子努尔·艾莎（Puan Noor Aishah）当时是一位16岁的马来族少女。之后，他们一共育有2个女儿和1个儿子。

## 纪念
尤索夫对新加坡做出了重大贡献，他为人正直，对新加坡的建设，起到了决定性的作用，造就了今天繁荣的新加坡。尤索夫在新加坡被广泛纪念，1966年，李光耀总理宣布，以尤索夫的名字创办尤索夫依萨中学（Yusof Ishak Secondary School）。1999年，印有尤索夫的新加坡肖像系列纸币发行，他的头像被印在所有面额的新加坡元的正面，以示纪念。该货币沿用至今。

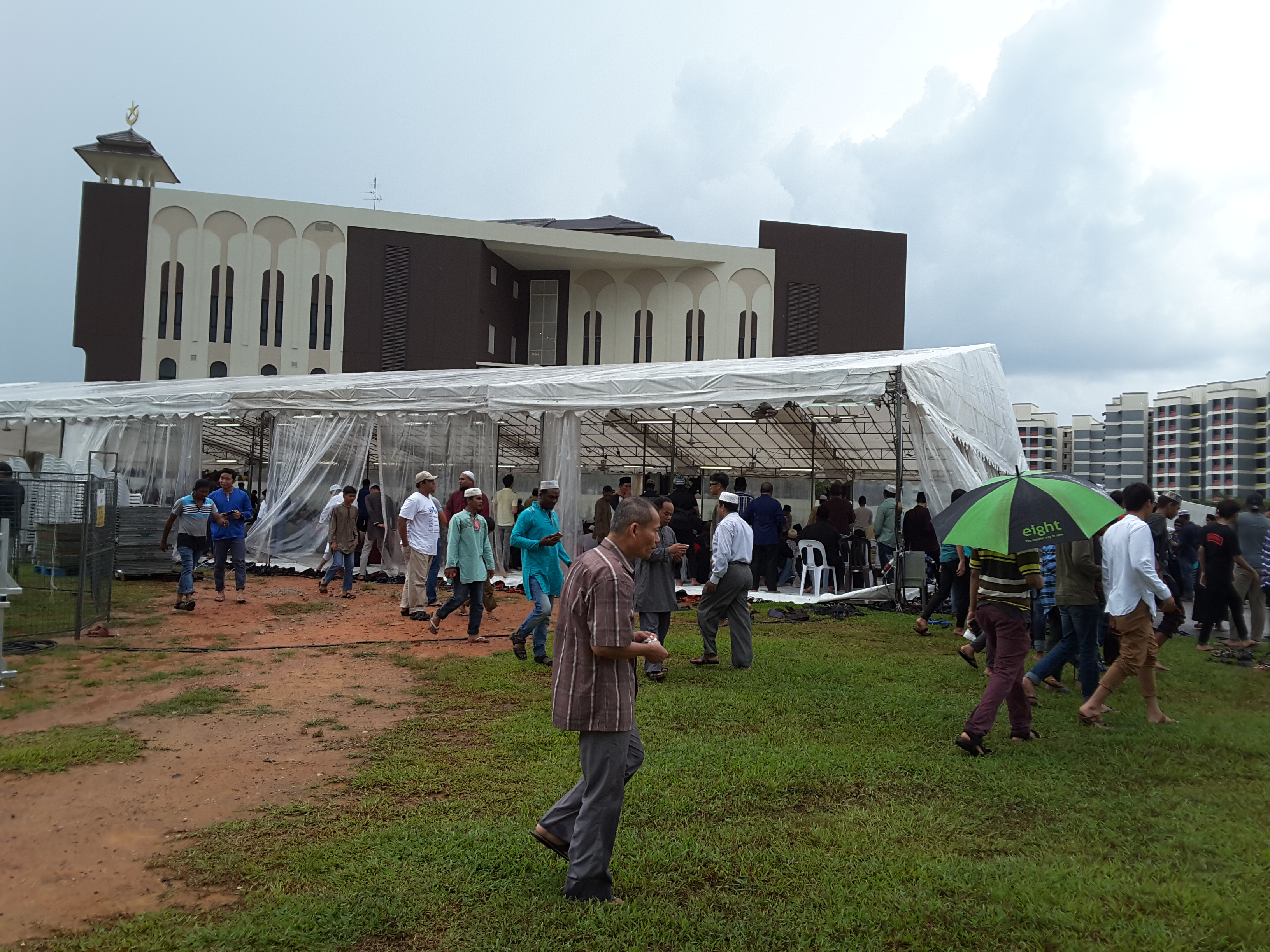
纪念建国总统尤索夫·依萨的清真寺于2017年在兀兰正式开幕

### 其他

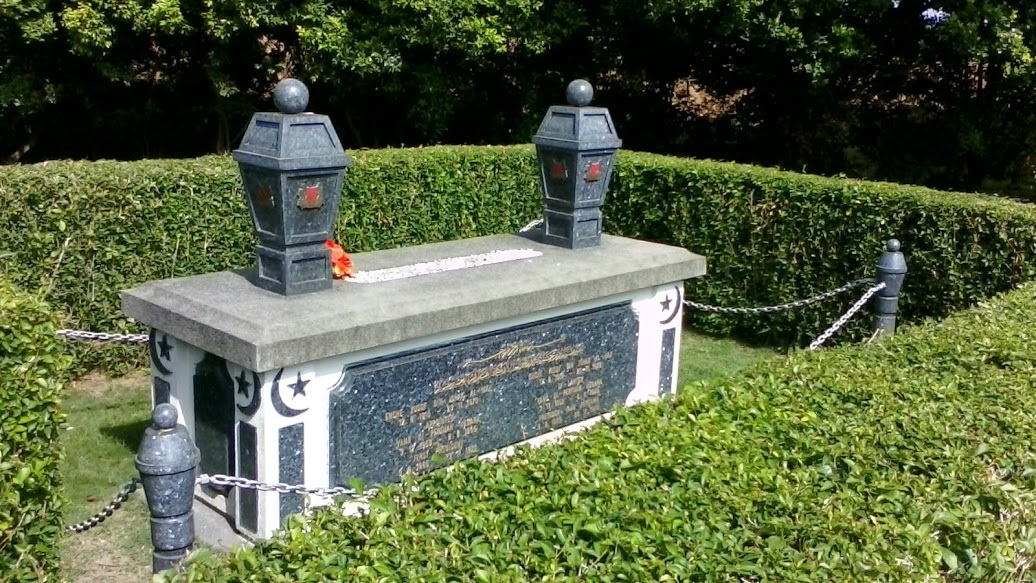
克兰芝阵亡战士公坟尤索夫·伊萨之墓

## 荣誉

### 新加坡
- 第一等淡马锡勋章（1962年）[2]
- 第一等荣誉勋章（1962年）
- 第一等殊功勋章（1962年）
- 第一等功绩奖章（1962年）
- 名誉文学博士（新加坡国立大学）

### 马来西亚（新加坡州时期）
- 护国玛哈拉惹勋章 (SMN) – 敦（1963年）[3][4]

### 外国勋章奖章
- 文莱王室最高勋章（文莱，1960年）
- 圣约翰勋章（英国，1961年）[5]